# Huracán Gonzalo (2014)
El huracán Gonzalo fue un poderoso ciclón tropical que provocó destrucción en las Antillas Menores, el territorio británico de ultramar de Bermuda y la Gran Bretaña a mediados de octubre de 2014. Formado de una onda tropical al este del mar Caribe el 12 de octubre, el Gonzalo pasó por las islas de Sotavento y se fortaleció. La tormenta se desplazó al noroeste mientras se intensificó a un huracán de categoría cuatro el 15 de octubre, el primero en el Atlántico desde el huracán Ophelia en 2011. Varios ciclos de reemplazamiento de pared de ojo provocaron fluctuaciones de intensidad y estructura del Gonzalo, pero el 16 de octubre, alcanzó su máximo pico de intensidad de vientos de 125 nudos (230 km/h). Después de girar al noreste, el ciclón, de categoría dos, gradualmente se debilitó antes de cruzar directamente sobre el centro de Bermuda aproximadamente a las 00:30 UTC del 18 de octubre. El Gonzalo aceleró sobre aguas del Atlántico norte, pasando cerca de Terranova y posteriormente se convirtió en ciclón extratropical el 19 de octubre.
Mientras se intensificaba, el Gonzalo daño varios hogares y árboles en Antigua y Barbuda con ráfagas de fuerza de huracán. Docenas de botes fueron destruidas en la isla de Saint Martin, donde una persona murió mientras que el servicio de agua y energía fue afectado. Puerto Rico y las Islas Vírgenes experimentaron condiciones climáticas turbulentas. Después que la tormenta tropical Fay causase daño en las líneas de tendido eléctrico días antes, Bermuda tuvo que completar las preparaciones deprisa. Varios bancos, negocios, escuelas, y oficinas gubernamentales fueron cerradas por el advenimiento de la tormenta, mientras que el Aeropuerto Internacional L.F. Wade y The Causeway fueron preventivamente cerrados. El Gonzalo azotó a la isla con ráfagas de vientos mayores a los 126 nudos (232 km/h), derribando muchos árboles y postes de energía eléctrica y causó daños extensos en los techos. Al momento del paso del ciclón, cerca de 31.000 de los 36.0000 usuarios del servicio eléctrico se quedaron sin el servicio. "Apenas un camino" fue transitable inmediatamente después del paso del huracán, a través del territorio, sin fatalidades o lesiones severas. No obstante, el Gonzalo causó daños significativos en Bermuda, estimados entre $200 y 400 millones (2014 USD), aproximadamente la mitad de perdidas que provocó el huracán Fabián de 2003.
El 20 de octubre, los remanentes del Gonzalo impactaron el Reino Unido e Irlanda, causando lluvias torrenciales y vientos de fuerza galerna Tres personas murieron en Bretaña debido a las lesiones causadas por la tormenta.

## Historial meteorológico

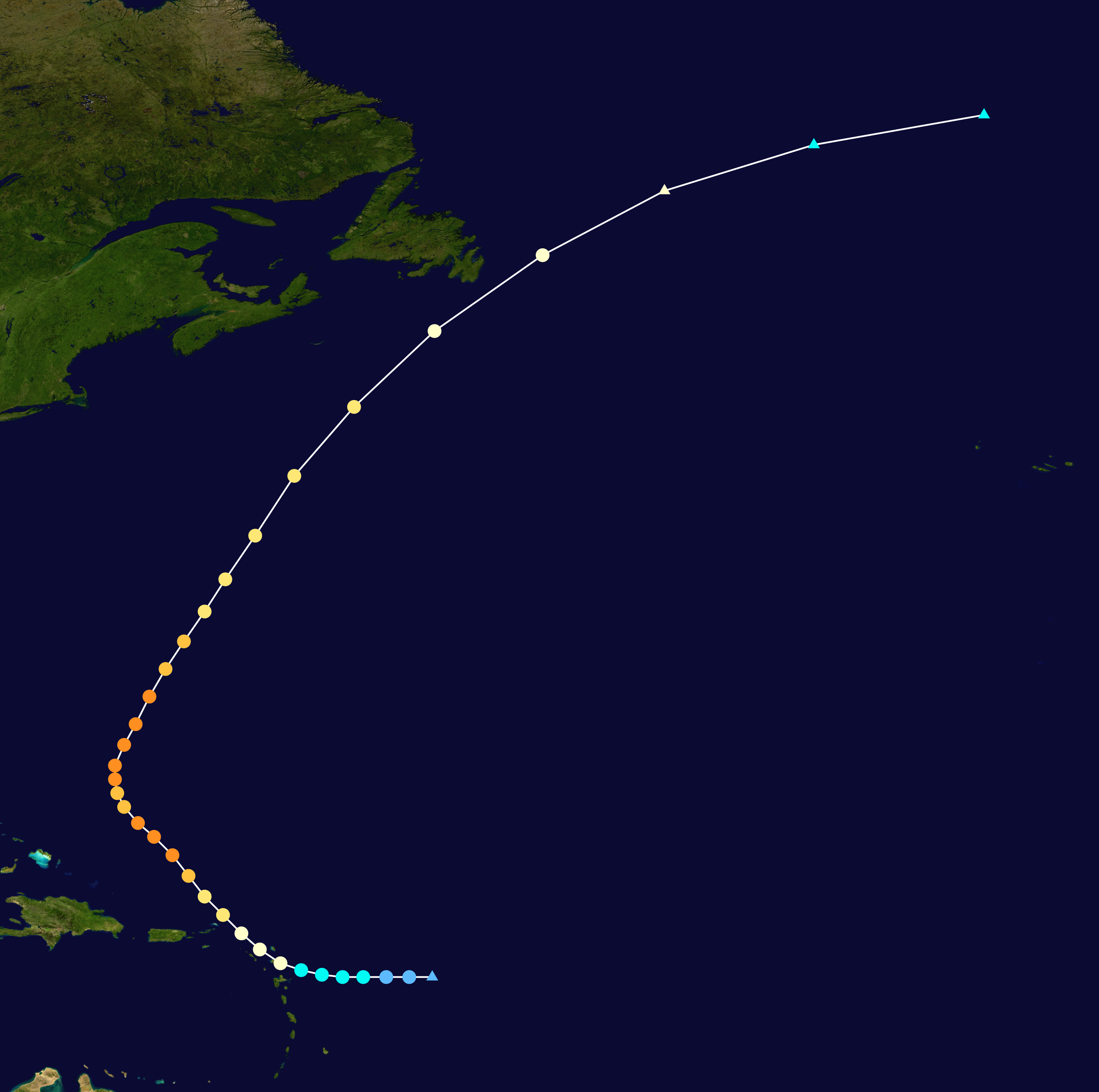
Trayectoria del huracán Gonzalo, según la escala de huracanes de Saffir-Simpson.

El 10 de octubre, el Centro Nacional de Huracanes (NHC por sus siglas en inglés) empezó a monitorear una onda tropical al este de las Antillas Menores. El sistema tuvo un área concentrada de convección y encontró condiciones generalmente favorables para un fortalecimiento. Este se organizó gradualmente, desarrollando un área diminuta de baja presión y la probabilidad del 60%, según la NHC, de una ciclogénesis. Al día siguiente, los cazadores de huracanes volaron sobre el sistema y observaron vientos máximos sostendos de 35 nudos (65 km/h, 40 mph) en el centro de este. Basados en estos datos, la NHC lo clasificó como la tormenta tropical onzalo a las 17:30 UTC a 320 kilómetros al este de Guadalupe. Una cresta subtropical guio a la recién nombrada tormenta al oeste sobre las Antillas Menores. La NHC anticipó un fortalecimiento gradual debido a su tamaño relativamente diminuto, temperatura superficial del mar sobre los 20 grados Celsius y cizalladura de viento débil, aunque el aire seco en la región era un factor predominante. Luego que la NHC empezara a emitir avisos, el Gonzalo desarrolló un ojo. La convección fue muy intensa cerca del centro, aunque algo desorganizada y limitada al oeste.

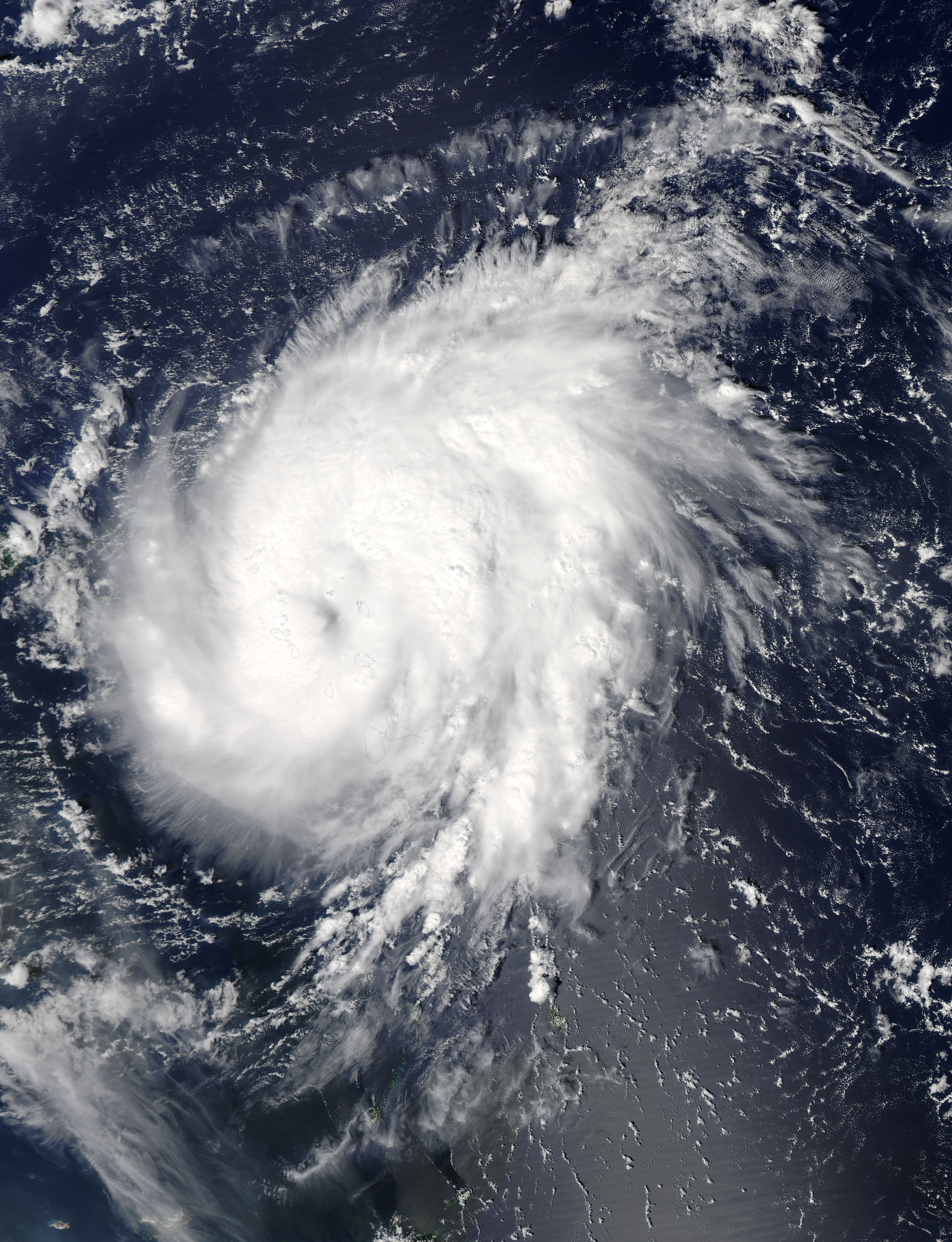
El huracán Gonzalo sobre las Antillas Menores el 13 de octubre.

El 13 de octubre entre las 13:00 y 14:00 UTC, la tormenta pasó sobre Antigua en el Caribe oriental, con vientos medidos en 103 km/h. A finales de ese día, el Gonzalo alcanzó la intensidad de huracán mientras se encontraba cerca de Saint Martin, territorio de ultramar de Francia, basado en reportes de los cazadores de huracanes. Luego de pasar al norte de la isla, el ojo se desplazó sobre Anguilla y pasó sobre el norte de las islas Vírgenes Británicas mientras continuaba intensificándose. Para ese tiempo, la tormenta estaba girando al noroeste alrededor de la periferia de la cresta subtropical sobre el Atlántico central. A finales del 14 de octubre, el ojo alcanzó un diámetro de 28 kilómetros, mientras se estaba diferenciándose más en las imágenes de satélite. Basado en observaciones de los cazadores de huracanes, la NHC promovió al Gonzalo a huracán mayor, como uno de categoría tres en la escala de huracanes de Saffir-Simpson con vientos máximos de 100 nudos (185 km/h). El 15 de octubre, una pared de ojo concéntrica se hizo más perceptible, indicativo de un ciclo de reemplazamiento de pared de ojo, con la parte interna "más diminuta posible" según la NHC. Simultáneamente, el huracán fue promovido a la categoría cuatro, basado en actualizaciones recolectadas del avión de reconocimiento. Éste se convirtió en el primer huracán de categoría cuatro del Atlántico desde el huracán Ophelia en 2011.
El ciclo de reemplazamiento de pared de ojo brevemente corrompió el núcleo de la tormenta, provocando al Gonzalo debilitarse lígeramente, pero cuando el ciclo finalizó en la noche del 15 de octubre, el sistema pudo estabilizarse y continuó intensificándose. Mientras se desplazaba al norte a inicios del siguiente día, el Gonzalo alcanzó su pico de intensidad con vientos de 125 nudos (230 km/h). En la noche el sistema giró al norte-noreste por delante de una vaguada sobre el este de Estados Unidos.  Luego de tener muchas fluctuaciones internas, el Gonzalo empezó a debiltarse lentamente a partir del 17 de octubre a medida que se aproximó a Bermuda desde el sursudoeste. El huracán fue degradado a categoría dos a medida que la pared de ojo norte cruzó la isla y a las 00:30 UTC del 18 de octubre, el centro de circulación pasó directamente sobre Bermuda, señalando un contacto con tierra oficial. Moviéndose lejos de la isla, el huracán continuó degradándose, pero mostró signos de un incremento en su organización a finales del 18 de octubre. A medida que el Gonzalo aceleró al noreste a 80 km/h, éste pasó a 45 kilómetros al sureste de Cape Race, Terranova a inicios del 19 de octubre. La tormenta mantuvo su intensidad al este de Terranova a medida que se desplazaba sobre aguas frías menores a 10 grados Celsius, con la convección profunda persistiendo cerca del centro. A finales de ese día, el Gonzalo finalmente sucumbió al ambiente frío e intensa cizalladura de viento, completando su transición a ciclón extratropical, aunque aún poseía vientos con fuerza de huracán El 21 de octubre, los remanentes del Gonzalo tocaron tierra sobre las islas británicas, presentando vientos mayores a 120 km/h y precipitaciones torrenciales. El 22 de octubre, el Gonzalo permaneció débil con una presión mínima de 995 hPa mientras se desplazaba sobre Europa, antes de finalmente desplazarse al sur sobre el mar Egeo el 14 de octubre. A inicios del siguiente día, los remanentes del Gonzalo fueron absorbidos por otro ciclón extratropical al sur.

## Preparaciones e impacto

### Caribe

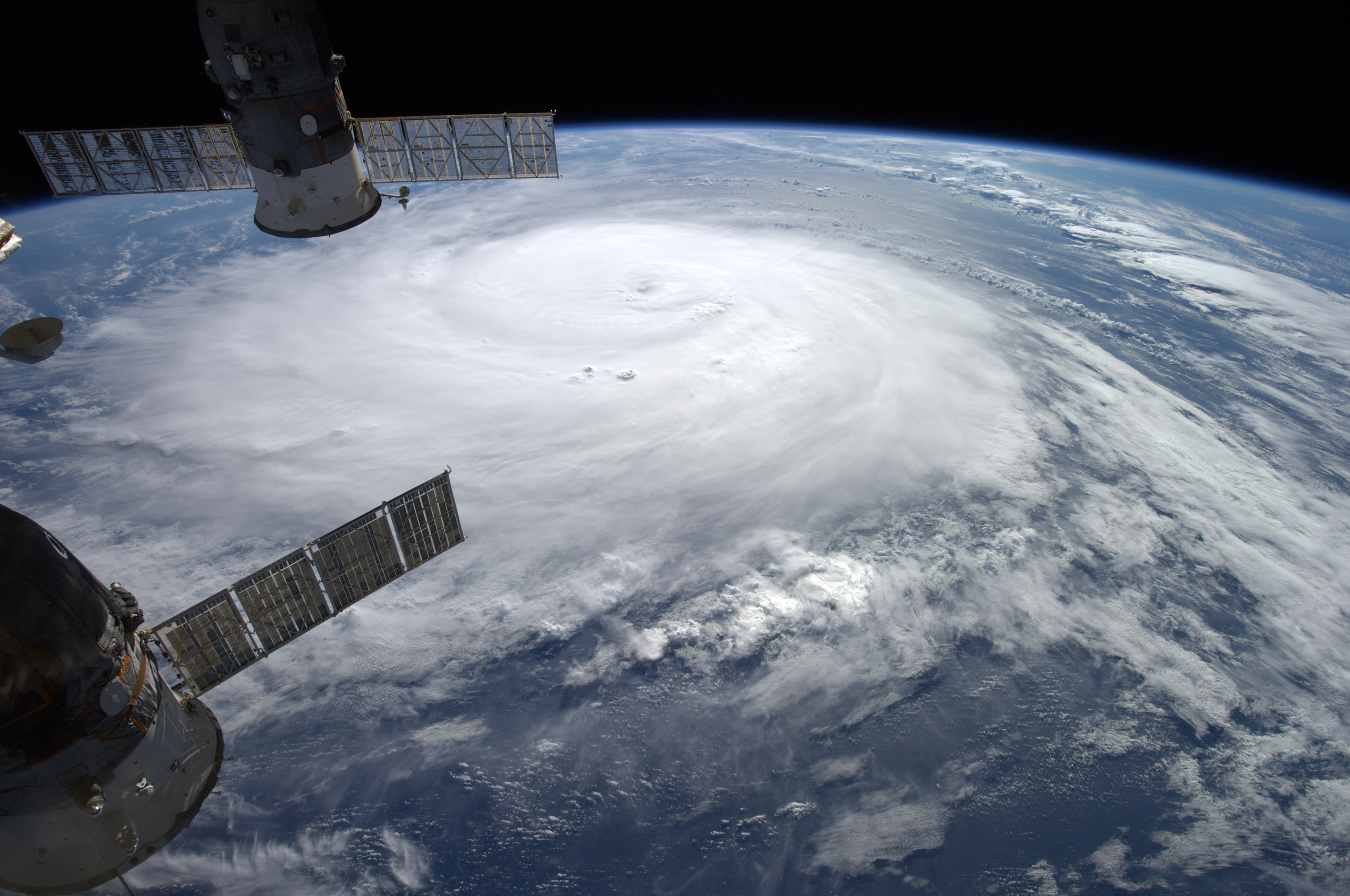
El huracán Gonzalo acercarse Bermuda, visto desde la Estación Espacial Internacional

Cuando el Gonzalo se formó, varios gobiernos del Caribe oriental emitieron avisos y alertas de ciclón tropical, extendiéndose de Guadalupe a la costa de Puerto Rico. Mientras la tormenta se fortaleció y se desplazó sobre la región, un aviso de huracán fue emitido para las islas Vírgenes Británicas, Anguila y Saint Martin. Varias líneas de cruceros alteraron las rutas para evitar a la tormenta.
Mientras se desplazaba por el noreste de las Antillas Menores, el Gonzalo produjo vientos sostenidos de 55 nudos (103 km/h) en Antigua, con ráfagas mayores a 77 nudos (142 km/h). Varios caminos fueron bloqueados por árboles caídos, mientras que numerosas casas recibieron daños significativos en sus techos. La tormenta causó un apagón y la destrucción de varios botes. Condiciones similares ocurrieron en Barbuda. Las escuelas y negocios en Antiguas fueron forzados a cerrar y cuatro refugios de emergencia fueron abiertos para las víctimas de la tormenta.
La tormenta destruyó 37 botes en Saint Martin, incluyendo 22 en Simpson Bay Lagoon; muchos de ellos zozobrados. Un hombre adulto mayor a bordo de uno de los botes murió. Dos personas, una en Saint Martin y otra en Saint-Barthélemy, fueron reportadas desaparecidas. Inmediatamente después de la tormenta, Associated Press reportó una búsqueda regional en curso de cinco personas supuestamente a bordo de un bote desaparecido o dañado. El Gonzalo dañó los servicios de electricidad y agua potable en Sint Maarten, donde los fuertes vientos derribaron árboles y dañaron significativamente varios hogares. El zoológico de la localidad sostuvo daños estructurales, aunque todos los animales sobrevivieron. Los vientos más fuertes de 55 nudos (100 km/h), con ráfagas de 65 nudos (121 km/h) fueron reportados en el aeropuerto del lado holandés. En el lado francés, el aeropuerto recibió vientos sostenidos en 48 nudos (88 km/h) con ráfagas de 82 nudos (151 km/h).
El Gonzalo produjo un clima turbulento en varias partes de Puerto Rico y las islas Vírgenes de Estados Unidos, causando derribos en las líneas eléctricas e inevitablemente el traslado de 20 personas a un refugio de emergencia. El Aeropuerto Internacional Cyril E. King en Saint Thomas fue temporalmente cerrado debido a la tormenta; el aeropuerto experimento condiciones tempestuosas, con ráfagas registradas en 30 nudos (55 km/h). En otras partes, las marejadas ciclónicas afectaron a las Antillas Mayores y las Bahamas.

### Bermuda
A finales del 14 de octubre, mientras el Gonzalo se localizaba a 1.135 kilómetros al sur, el Bermuda Weather Service emitió una vigilancia de huracán para la isla. La vigilancia fue promovida a aviso al día siguiente. Luego de ser afectados por la tormenta tropical Fay días antes, los residentes rápidamente empezaron a prepararse por el advenimiento del Gonzalo, obteniendo suplementos de emergencia y acelerando las labores de limpiezas de la tormenta anterior. El primer ministro de Bermuda, Michael Dunkley, aconsejó a los residentes a completar lo más pronto posible las preparaciones en la tarde del 16 de octubre. Los bancos y negocios iniciaron a cerrarse ese día, mientras las escuelas y oficinas gubernamentales fueron previstos a cerrarse a partir del 17 de octubre. Una escuela fue abierta como un refugio y 66 personas se albergaron allí. El único periódico de la isla, el Royal Gazette, decidió no circular el 17 de octubre, pero al día siguiente distribuyó una edición especial gratuita. Los soldados del Bermuda Regiment fueron distribuidos en varios puntos para ayudar a los equipos de emergencia y dar seguridad a los residentes.

Bucle satélite infrarrojo del huracán Gonzalo pasando por encima de las Bermudas el 18 de octubre.

El Caribbean Electric Utility Services Corporation fue preparada para enviar equipos para Barbados, Dominica y las islas Vírgenes Británicas para asistir a la Bermuda Electric Light Company (BELCO) en la recuperación de las líneas del tendido eléctrico derribadas por el Gonzalo. Mientras seguían completando la restauración de las líneas después de apagones masivos causadas por la tormenta Fay, BELCO estacionó vehículos y suministros en puntos estratégicos de la isla para prepararse al huracán. En la mañana del 16 de octubre, BELCO cambió su prioridad del Fay al Gonzalo, dejando a 1.500 casas sin energía eléctrica; los clientes afectados se les solicitó a abstenerse de llamar para reportar los apagones. Adelante de la tormenta, la fragata de la Royal Navy, el HMS Argyll (F231) navegó a la isla desde el Caribe para proveer de ayuda de emergencia. Las playas fueron cerradas a medida que el oleaje empezó a percibirse, mientras que los servicios de transporte en ferry y autobús fueron suspendidas en la tarde del 16 de octubre. La decisión fue hecha para clausurar the Causeway a las 10 a. m. ADT del 17 de octubre, basados en pronósticos de vientos severos a largo plazo. Adicionalmente el Aeropuerto Internacional L.F. Wade fue cerrada al advenimiento del ciclón.
El huracán generó vientos intensos por toda la isla, con ráfagas reportadas en 98 nudos (182 km/h) en el aeropuerto. Una estación cercana reportó ráfagas de 126 nudos (232 km/h) aproximadamente al mismo tiempo. La primera caída del tendido eléctrico relacionada con la tormenta empezó a ocurrir en la tarde del 17 de octubre mientras las condiciones climáticas empeoraron. Mientras el Gonzalo azotaba la isla, cerca de 31.000 de 36.000 usuarios del servicio eléctrico quedaron a oscuras. La tormenta no dejó muertos ni lesionados gravemente en Bermuda, y el primer ministro reportó que el territorio "se salvó más de lo que se esperaba".

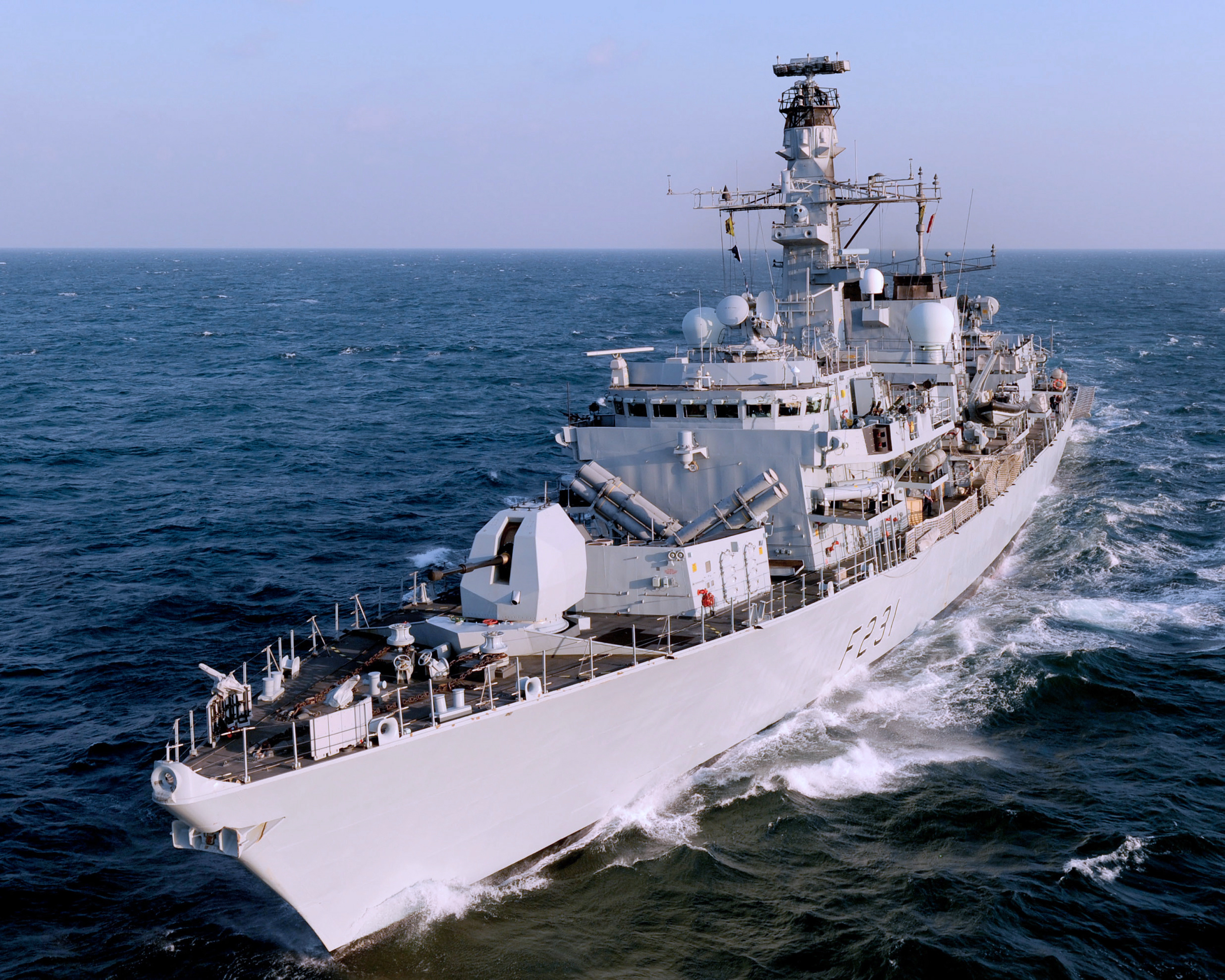
El HMS Argyll viajó a Bermudas desde el Caribe para ayudar en los esfuerzos de recuperación.

Los vientos fuertes derribaron muchos árboles y postes de energía eléctrica, dejando "apenas un camino" transitable. Varios edificios, incluyendo a un centro de visitantes y dos iglesias, sufrieron daños en sus techos. Daños menores los techos fueron reportados en el edificio del parlamento en Hamilton y los cuarteles generales de la policía en Prospect Camp. Según estimados preliminares, la Royal Navy Dockyard sufrió daños estimados en $1 millón (2014 BMD). La parte antigua y nueva del hospital Memorial King Edward VII recibieron daños significativos que expusieron la instalaciones a la intemperie. Un estanque del zoológico, museo y acuario de las Bermudas perdió su techo y la erosión costera amenazó con invadir al sitio, aunque los animales no fueron lesionados. El aeropuerto sostuvo ciertos daños en el techo y las luminarias en la pista de aterrizaje. The Causeway fue ampliamente escatimado, con algunos daños en los muros de seguridad a lo largo de la pista y fue reabierto parcialmente el 18 de octubre luego de las reparaciones iniciales. Varios botes fueron arrojados a la costa por la tormenta.
Después del paso del huracán un helicóptero de la Royal Navy a bordo del Argyll voló adelante del barco para verificar los daños. Miembros del Bermuda Regiment inmediatamente empezaron las labores de recuperación y limpieza, mientras el gobierno proveyó de lonas para los dueños de las casas. El Aeropuerto Internacional L.F Wade reabrió el 19 de octubre luego de numerosas evaluaciones. Los marineros del Argyll se unieron con soldados del Regiment al zarpar el barco para continuar con las labores de ayuda. El Gonzalo fue el peor huracán en impactar a la isla desde que el huracán Fabián lo hiciera once años antes. Los daños fueron estimados entre $200 y $400 millones (USD 2014), aproximadamente la mitad de las pérdidas provocadas por el Fabián de 2003.

### Terranova
El 17 de octubre, el Centro Canadiense de Huracanes emitió una vigilancia de tormenta tropical para la península de Avalon de Terranova, entre Arnold's Cove y Chapel's Cove. Algunas comunidades, incluyendo St. John's, trabajaron para limpiar los escombros de los alcantilados y drenajes de tormenta para minimizar el riesgo de inundaciones. Bandas de precipitaciones torrenciales produjeron inundaciones urbanas localizadas en St. John's, mientras los vientos fuertes brevemente cortaron la electricidad a 100 hogares. Se reportaron ráfagas de vientos de 57 nudos (106 km/h) en Cape Pine y Cape Race.

### Europa occidental y central

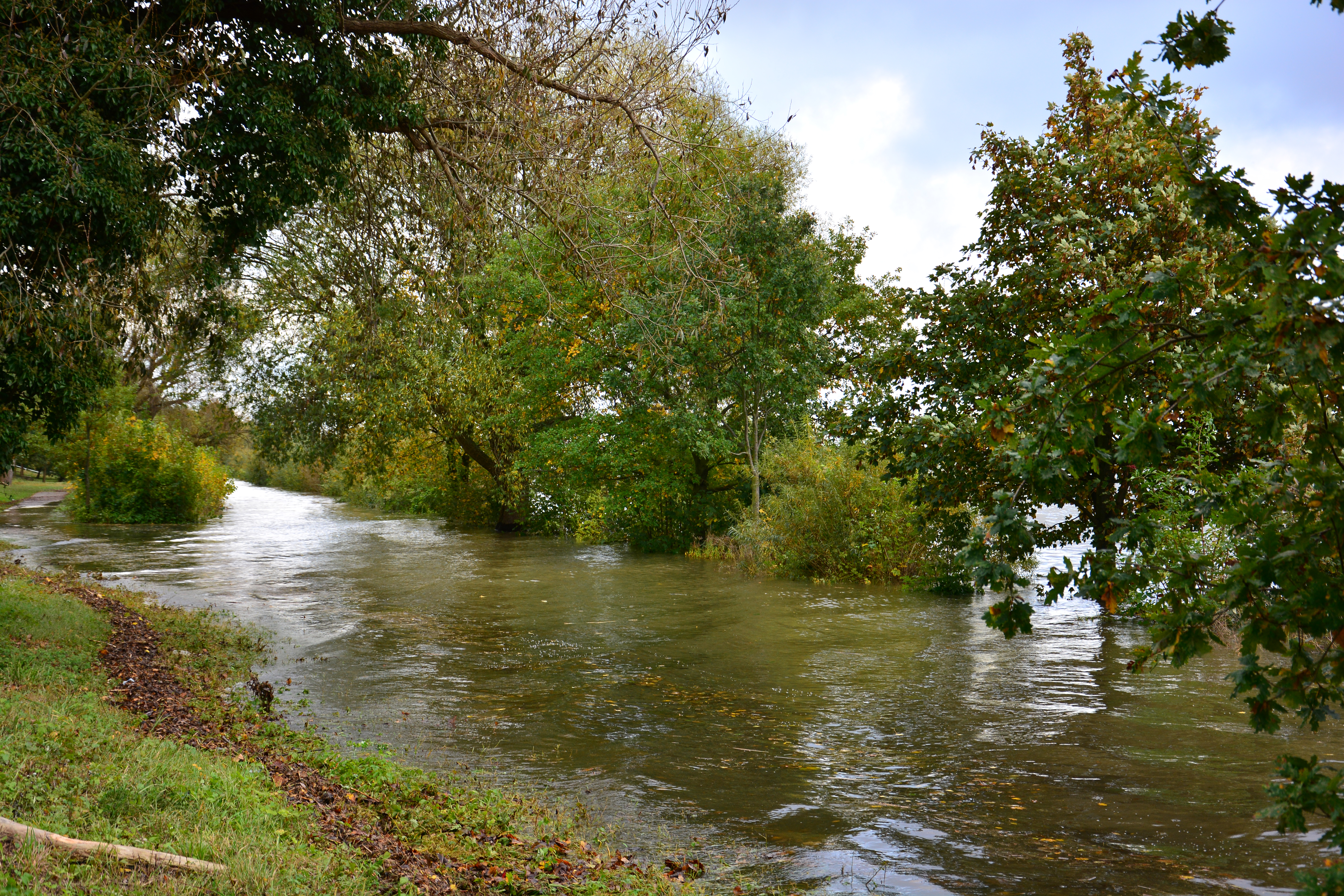
Las inundaciones a lo largo del Río Elba en Hamburgo- Resucitado, Alemania el 22 de octubre.

El 21 de octubre, los remanentes extratropicales del Gonzalo alzanzaron el Reino Unido, con ráfagas de viento de 60 nudos (110 km/h) reportados en Gales y la Isle of Wight. Árboles caídos bloquearon carreteras y vientos fuertes congestionaron el tráfico. En Southwick, West Sussex tres personas resultaron lesionadas y una mujer falleció por árboles caídos en Londres. Dos hombres también murieron en distintos accidentes en Essex y Merseyside. Después de esto, los remanentes se desplazaron al centro de Europa. En Stuttgart, se reportó ráfagas de vientos mayores a 66 nudos (122 km/h), el aeropuerto de Múnich reportó vientos mayores a 58 nudos (107 km/h). Las nevadas se reportaron mayormente en los Alpes. El 23 de octubre, los remanentes del Gonzalo se desplazaron al mar Egeo. Al día siguiente, las precipitaciones "provocadas por los remanentes del huracán Gonzalo" causaron intensas inundaciones en Atenas, Grecia.